# Каолин (предприятие)
„Каолин“ ЕАД е българско предприятие за добив на неметални суровини със седалище в Сеново, част от германската група „Кварцверке“.
Към 2022 година е най-голямото предприятие за добив на неметални суровини в България и най-голямото предприятие в община Ветово. През 2023 година има обем на продажбите от 252 милиона лева и печалба 32,8 милиона лева.
Създадено е през 1924 година в Гебедже, Варненско, а през следващите години разширява дейността си в Шумну Бохчалар, Новопазарско, в Сеново, Разградско, и във Ветово, където днес е основната му производствена база. Национализирано при установяването на комунистическия режим, то е приватизирано през 2000 година от „Алфа Финанс Холдинг“ на финансиста Иво Прокопиев. През следващите години разширява дейността си в Сърбия и Украйна, а през 2013 година е купено от „Кварцверке“.